# Горинов, Трофим Иосифович
Трофи́м Ио́сифович Го́ринов (13 августа 1926, Куженерский район, Марийская АССР — 24 ноября 2004, Йошкар-Ола) — советский государственный и партийный деятель.

## Биография
Родился в д. Ляж-Вершина Куженерского района Марийской автономной области. В 1941—1944 годах работал счетоводом МТС колхоза, с 1944 года — секретарь исполнительного комитета сельского совета, затем районного совета в Марийской АССР, заместитель председателя исполнительного комитета районного совета и председатель исполнительного комитета совета районной в Марийской АССР.
В 1946 году вступил в ВКП(б), в 1955 был 1-м секретарем районного комитета КПСС, был слушателем партийной школы при ЦК КПСС, затем в 1963 году руководил отделом Марийского областного комитета КПСС. В 1963—1964 годах был председателем Комитета по партийно-государственному контролю Марийского окружного комитета КПСС и Совета Министров Марийской АССР и одновременно секретарём Марийского областного комитета КПСС и заместителем председателя Совета Министров Марийской АССР, в 1964—1976 годах — председателем Совета Министров Марийской АССР, а 1976—1988 годах — министром социального обеспечения Марийской АССР.
Депутат Верховного Совета МАССР (1955—1990) (8 созывов), Верховного Совета СССР (1966—1974), (1989—1991), Верховного Совета РСФСР (1975—1980). Председатель Совета ветеранов МАССР (1986—1991).

## Награды
- Орден Ленина (1965)
- Орден Октябрьской Революции (1971)
- Орден Трудового Красного Знамени (1975)
- Золотая медаль ВДНХ (1966)
- Почётная грамота Президиума Верховного Совета Марийской АССР (1951, 1957, 1976, 1986)